# John Urry
John Richard Urry (* 1. Juni 1946 in London; † 18. März 2016 in Lancaster, Lancashire) war ein britischer Soziologe. Er war zuletzt Distinguished Professor und Direktor des Centre for Mobilities Research an der Lancaster University. Seine Arbeiten sind insbesondere in der Sozial- und Kulturgeographie einflussreich.
Urry studierte an der University of Cambridge, wo er das Bachelor- und Master-Examen ablegte und 1972 zum Ph.D. promoviert wurde. Seit 1985 war er Professor an der Universität Lancaster.
Anfangs galten seine Forschungsinteressen der politischen Macht und den politischen Revolutionen, wobei er sich mit unterschiedlichen marxistischen Theoretikern wie etwa Antonio Gramsci und Louis Althusser auseinandersetzte. Später wandte er sich in seinen Forschungen dem sozialen Wandel im globalen Maßstab zu, insbesondere dem, der mit der wachsenden Mobilität zusammenhängt.
Die Universität Roskilde verlieh ihm 2004 die Ehrendoktorwürde.

## Schriften (Auswahl)
- The end of organized capitalism (mit Scott Lash), Madison (Wisconsin) 1987, ISBN 0299116700
- The Tourist Gaze: Leisure and Travel in Contemporary Societies, London 1990, ISBN 0803981821
- Economies of signs and space (mit Scott Lash), London 1994, ISBN 0803984715
- Sociology Beyond Societies: Mobilities for the Twenty-first Century, London/New York 2000, ISBN 0415190894
- Global complexity, Cambridge/Malden 2003, ISBN 0745628176
- Mobilites, Cambridge/Malden. 2007, ISBN 9780745634197
- Climate change and society, Cambridge, U.K. 2011, ISBN 9780745650364
- What is the Future?, Cambridge 2016